# Hampstead (Maryland)
Hampstead est une ville de l'État américain du Maryland, située dans le comté de Carroll. Selon le recensement de 2010, sa population est de 6 323 habitants.